# Пол Річард Халмош

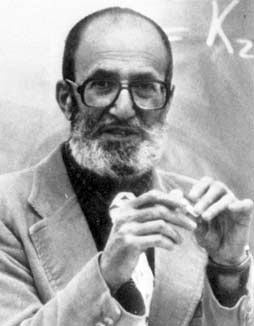
Пол Річард Халмош

Пол Річард Халмош (англ. Paul Richard Halmos, 3 березня 1916 — †2 жовтня 2006) — американський математик угорського походження. Відомий завдяки роботам у галузях теорії ймовірності, статистики, теорії операторів, ергодичної теорії, функціональному аналізі (зокрема, гільбертових просторів) І математичної логіки. Також був відомий як блискучий методист і викладач.
Народився в 1916 році в Будапешті, з 1925 жив у США. Свою першу книгу — «Скінченновимірні векторні простори» — Халмош написав в 1942 році. У цей час він працював асистентом у Джона фон Неймана в Принстонському університеті, і основою для книги послужили лекції фон Неймана.